# Here Comes the Cowboy
Here Comes the Cowboy è il quarto album in studio del cantautore e polistrumentista canadese Mac DeMarco, pubblicato nel 2019.

## Tracce
Testi e musiche di Mac DeMarco.
1. Here Comes the Cowboy – 3:00
2. Nobody – 3:32
3. Finally Alone – 2:25
4. Little Dogs March – 2:29
5. Preoccupied – 4:00
6. Choo Choo – 2:39
7. K – 3:33
8. Heart to Heart – 3:31
9. Hey Cowgirl – 2:16
10. On the Square – 3:29
11. All of Our Yesterdays – 4:04
12. Skyless Moon – 4:05
13. Baby Bye Bye – 7:29